# Albert Millet
Pour les articles homonymes, voir Millet.
Albert Millet, né le 2 juillet 1929 à Hyères (Var) et mort le 19 novembre 2007 dans cette même ville, est un tueur multirécidiviste français, surnommé un temps « Le sanglier des Maures »,,.
À Hyères, il a tué la tante et tutrice de son ancienne petite amie mineure en 1954. Condamné à mort, sa peine est commuée en perpétuité, puis de nouveau réduite à 20 ans de prison. Libéré en 1973, il tue sa compagne d'alors en 1979. De nouveau condamné à la réclusion à perpétuité, il est libéré en conditionnelle en 2001. Il tue un ami de sa nouvelle compagne en 2007 et se suicide peu après à la vue des policiers.

## Biographie
Albert Millet est né le 2 juillet 1929 à Hyères. Il est battu par son père alcoolique et délaissé par une mère volage. Il abandonne sa scolarité à l'âge de 14 ans. Il connait très bien le château en ruines qui surplombe la ville, ainsi que le maquis qui l'entoure. Il s'y réfugiera notamment pour se cacher après chacun de ses forfaits.
Il effectue son service militaire à Tataouine en Tunisie, et occupe le poste de tireur d'élite. Il en restera passionné par les armes.
Il s'illustre très vite sur le plan judiciaire :
- en 1947, il est condamné deux fois à un mois de prison pour vols ;
- en 1948, il est à nouveau condamné deux fois pour vols ;
- en 1950, il est mêlé à des affaires de vol, de violence sur gendarme et de détention d'arme de guerre.

Le 5 juin 1951, il tente de tirer sur un Algérien avec un fusil. Il est interpellé par les policiers dans le maquis où il s'est caché avec son fusil.

## Les faits
Début 1954, à Hyères Albert Millet rencontre une jeune fille de 15 ans à la salle de bal, Paulette Dogliotti. Il en tombe éperdument amoureux. Paulette, qui est élevée par sa tante, Élisa Maggiorana, occupe un poste de domestique. Millet l'attend tous les soirs aux environs de 21 h devant la maison de ses employeurs, quand elle transporte la poubelle métallique pour la mettre sur le trottoir.
Élisa désapprouve la liaison de Paulette avec Millet à cause de sa passion pour les armes et des condamnations qu'il a déjà eues. Elle considère également que Paulette est trop jeune pour cette relation. Élisa leur interdit alors de se fréquenter, et Paulette se range à la décision de sa tante.
En mars 1954, à Hyères, Élisa boit un verre dans un bar avec son fiancé. Millet entre dans le bar et l'apostrophe mais cette dernière lui ordonne de ne plus s'approcher de Paulette. La conversation s'envenime, si bien qu'elle le gifle devant l'assemblée. Le fiancé jette Millet hors du bar. D'un ton calme, Millet émet des menaces de mort envers Élisa et Paulette.
Le 28 mars 1954, alors que Paulette sort la poubelle comme chaque soir, Millet sort son pistolet et lui tire dessus. Elle en sort miraculeusement indemne, la poubelle métallique ayant fait office de bouclier. Millet se cache alors dans le maquis et Élisa dépose plainte contre lui.
Le 3 avril 1954, à 17 h environ, Élisa Maggiorana est assise près de l'arrêt de bus devant le magasin Aux Dames de France. Millet traverse la rue, droit vers elle et lui tire dans la tête. Elle meurt presque instantanément. Il part à nouveau se cacher dans le maquis qu'il connait par cœur, gagnant à cette occasion le surnom de « sanglier des Maures » .
Les policiers finissent par le repérer le lendemain à la gare. Il est touché par trois balles dans la tête. Il tombe dans le coma mais survit miraculeusement. Incarcéré pour assassinat et tentative d'assassinat, Millet risque la peine de mort.
Son surnom « Pierrot » vient de l'analogie avec Pierrot le fou.

### Procès, condamnation et incarcération
Le 30 septembre 1955, le procès d'Albert Millet débute à la cour d'assises du Var à Draguignan. Il a alors 26 ans. La défense de Millet est assurée par maître Aymé Perrimond.
Insolent, Millet reconnait les faits, mais nie la préméditation. Il affirme avoir tiré volontairement dans la poubelle pour faire peur à Paulette et fait valoir qu'en tant qu'ancien tireur d'élite, s'il avait réellement visé Paulette, il ne l'aurait pas ratée. Concernant Élisa, il affirme qu'il voulait qu'elle vienne avec lui au commissariat pour qu'elle retire sa plainte. Mais il a eu peur quand elle a hurlé dès qu'elle l'a vu.
Millet est condamné à la peine de mort. Il est incarcéré à la prison des Baumettes à Marseille. Il se pourvoit en cassation et la Cour de cassation annule sa condamnation à mort pour vice de forme.
En mars 1956, le nouveau procès se déroule à la cour d'assises des Alpes-Maritimes à Nice. Albert Millet est condamné aux travaux forcés à perpétuité le 6 mars 1956. Il est alors incarcéré dans la prison de Fresnes, puis la prison de Château-Thierry et à la prison de Clairvaux, prisons dans lesquelles les conditions de détention sont les plus dures. Durant sa détention, il se comporte comme un détenu modèle. Le 12 juillet 1968, sa peine est commuée en 20 ans de réclusion criminelle.
Pendant sa captivité, il entretient une correspondance avec l'épouse d'un de ses amis, Fernande « Nande » Valentin. Elle est aide-soignante à l'hôpital San Salvadour à Hyères. Elle lui rend visite au parloir de la prison. Ils entament alors une relation qui se concrétise après le divorce de Fernande.

### Libération et nouveau crime
Le 10 juillet 1973, Albert Millet sort de prison, après avoir bénéficié d'une libération conditionnelle,. Il a alors 44 ans.
En août 1973, comme promis, il épouse Fernande. Ils emménagent alors au 5 rue de la Croix à Hyères. Il dit que Fernande est « une sainte ». Il ne touche aux armes à feu que pour aller à la chasse. Les deux mariés sont heureux ensemble. Fernande tient impeccablement le foyer. Millet participe cependant très peu aux travaux ménagers, n'a pas d'emploi, mais effectue des petits travaux de jardinage non déclarés. Chaque mois, il respecte son obligation et pointe au commissariat pour signer son autorisation de séjour.
Le soir après son travail à l'hôpital, Fernande effectue des ménages pour compléter les revenus, le ménage ne roulant pas sur l'or. Au fil des années, Millet devient possessif, méfiant, espionne Fernande et la soupçonne d'avoir un amant. De son côté, cette dernière se plaint qu'il veuille avoir des relations sexuelles trop souvent et qu'il l'empêche de dormir.
Après 22 h le 12 juin 1979, Fernande lui dit qu'elle ne veut plus qu'il dorme dans le lit, mais sur le canapé. Elle lui lance qu'elle ne veut plus entretenir un époux qui ne fait presque rien de ses journées. Comme elle ne veut pas qu'il se retrouve démuni après la séparation et tenant toujours à lui, elle lui signe un chèque de 20 000 francs pour qu'il prenne un nouveau départ. Millet se sent alors humilié.
À 5 h du matin le 13 juin 1979, Millet poignarde Fernande avec une dague, dont deux coups atteindront le cœur. Millet se barricade dans la maison et s'alcoolise. Un peu après 9 h, il est totalement ivre et tire des coups de feu dans toutes les directions par la fenêtre de sa chambre. La maison est rapidement cernée par les policiers. Il jette des objets par la fenêtre. Il avoue son crime à la police, criant « j'ai tué une sainte », et dit qu'il veut se suicider. Après environ quatre heures de négociations avec des amis et le curé, Millet est finalement maîtrisé par les policiers.
En garde à vue, Millet déclare qu'après avoir tué son épouse, il avait décidé de se suicider dans le maquis avec son pistolet. Il a emporté son dobermann en promenade. Mais en chemin il a changé d'avis et a frappé la chienne, qui s'est enfuie. Pendant sa garde à vue, il demande à parler au commissaire, dont le bureau se situe au deuxième étage, et tente de se suicider en sautant du palier dans la cage d'escaliers du commissariat. Les policiers le rattrapent en vol au premier étage. Dans le cadre de l'enquête, les policiers demandent l'ouverture du casier de Fernande à l'hôpital où elle travaillait. Ces derniers trouvent des brouillons d'une lettre de rupture qui n'était pas adressée à Millet, mais à un amant infidèle, ce qui laisse à penser que Millet avait dû sentir que son épouse lui échappait. Il est de nouveau incarcéré pour meurtre.
Quelques jours plus tard, le cadavre d'une chienne dobermann est découvert avec une pierre autour du cou dans un puits par un berger qui cache sa découverte, par crainte de Millet.

### Procès, condamnation et incarcération
Le 11 mai 1981, le procès d'Albert Millet débute à la cour d'assises du Var à Draguignan. La famille de Fernande affirme qu'il n'est pas logique que la chienne se soit enfuie : elle se serait réfugiée chez eux, et elle aurait défendu sa maîtresse si elle avait vu Millet lui faire du mal. Ils sont persuadés que l'accusé a tué la chienne avant, et par conséquent qu'il avait prémédité le meurtre de Fernande et que le crime est donc un assassinat.
Millet qui plaide le crime passionnel est condamné à la réclusion criminelle à perpétuité, les jurés n'ayant pas retenu la préméditation. En prison, Albert Millet est à nouveau un détenu modèle. Sa peine est finalement commuée en 25 ans de réclusion criminelle. Il ne bénéficie d'aucun accompagnement psychologique et travaille pendant sa détention. Durant sa longue détention, Millet se constitue une épargne d'environ 300 000 francs de l'époque.
En 1999 et 2000, Albert Millet bénéficie de trois permissions de sortie, pendant lesquelles il séjourne dans une chambre d'un petit hôtel à Nice.
En juin 2001, au cours de sa quatrième permission de sortie, il rencontre Gisèle, de 18 ans sa cadette, à la terrasse d'un café. Il lui avoue tout son parcours criminel. Elle lui raconte qu'elle n'a qu'une pension d'invalidité comme revenus, qu'elle la dépense au casino et qu'elle est endettée. Elle l'invite à passer la nuit, au 3 avenue du Patrimoine, dans le petit appartement de deux pièces qu'elle possède.
Après ses cinq jours de liberté, Albert Millet retourne en prison. À 72 ans, il est heureux d'avoir retrouvé le goût de l'amour.

### Libération
Le 20 décembre 2001, Albert Millet est libéré de prison, après l'obtention d'une libération conditionnelle. Dès sa sortie de prison, il part alors habiter dans l'appartement de Gisèle. D'après elle, il a de grands besoins sexuels, ce qu'elle apprécie dans un premier temps. C'est également lui qui effectue les tâches ménagères. Il lui fait de nombreux cadeaux (bijoux, vêtements…), et lui donne d'importantes sommes d'argent.
Dès janvier 2002, l'agent de probation de Millet s'inquiète de la vitesse à laquelle disparaissent les économies de celui-ci et redoute qu'il soit en train de se faire escroquer. Millet lui répond qu'il en est parfaitement conscient et qu'il est tout a fait consentant.
Millet contacte maître Thierry Perrimond, le fils de son premier avocat, Aymé Perrimond étant mort pendant sa détention. Millet avait confié sa fortune personnelle (louis d'or, montres, bijoux…) à son avocat, qui l'avait placée dans le coffre-fort d'une banque à Toulon. Après une petite frayeur due à l'ouverture d'un mauvais casier, maître Thierry Perrimond lui restitue ses biens.
En février 2002, Gisèle trouve Millet trop possessif et se sent surveillée par lui. Elle lui annonce par écrit qu'il doit partir de chez elle, et que leur relation prendra fin le 15 février 2002. Millet tente de l'amadouer et lui dit qu'il a caché un trésor dans le maquis près de Hyères, comprenant entre autres douze lingots d'or. Il lui propose de lui en donner la majeure partie, en échange de pouvoir rester avec elle. Elle demande à voir ce trésor avant de donner une réponse.
Le 12 février 2002, ils se rendent en train à Hyères. Millet achète un piolet d'escalade. Un taxi les dépose au chemin du Fenouillet, dans un lieu désert que Millet dit être celui où il a caché son trésor. Il commence à gratter le sol derrière les rochers avec son piolet. Gisèle réalise qu'il peut facilement la tuer en toute discrétion ici, elle panique, retourne sur la route, stoppe la première voiture. Le conducteur emporte Albert et Gisèle à la gare d'où ils repartent pour Nice, où Gisèle abandonne Millet.
Le 13 février 2002, Millet recontacte Gisèle et lui propose 10 000 francs pour pouvoir revenir vivre avec elle. Elle accepte, mais le 17 février 2002, elle lui dit de partir définitivement. Il passe quand même la nuit chez elle.
Le 18 février 2002, au petit matin, Gisèle est dans son lit, Millet la frappe d'un coup de couteau de cuisine. Ils luttent, elle est coupée sous le menton. Il tente de la secourir. Elle lui dit de partir, ce qu'il fait. Elle appelle les secours qui l'emportent à l'hôpital Saint-Roch. Sa blessure est sans gravité. Millet se rend à l'hôpital peu après pour avoir des nouvelles de Gisèle, puis il va au bureau de son agent de probation, où il se constitue prisonnier. Il déclare n'avoir jamais eu l'intention de tuer Gisèle. Il est de nouveau incarcéré pour, cette fois, tentative d'assassinat.

### Procès, condamnation et incarcération
En 2003, le procès d'Albert Millet pour l'agression de Gisèle a lieu au tribunal correctionnel. La défense de Millet est assurée par maître Mireille Damiano, maître Sandrine Setton étant l'avocate de Gisèle.
Millet est condamné à sept ans de prison, mais fait appel de sa condamnation. Lors du procès en appel, sa condamnation est confirmée.
À la suite de cette nouvelle condamnation, Millet passe cinq ans et demi supplémentaires en détention.

### Libération, nouveau crime et suicide
En août 2007, Albert Millet est libéré,. À 78 ans, il dispose de 30 000 euros d'économies. Après avoir, au total, passé 49 ans en prison, il s'installe dans la chambre 4 de l'Hôtel du Soleil, à Hyères. Il fait connaissance avec sa voisine Chantal, qui loge au 1 rue Neuve. Il l'a aperçue de la fenêtre de sa chambre d'hôtel. Chantal est dépressive et a des soucis financiers. Il finit par s'installer chez elle et paye une partie du loyer. Il lui fait des cadeaux (une voiture…) et l'invite à manger au restaurant. Mais Millet est contrarié, car Chantal a un ami qui vient presque tous les jours dans leur appartement, Christian Fernandez, âgé de 41 ans. Elle lui offre l'apéritif et le repas alors que c'est Millet qui finance. Ils se disputent à ce sujet. Millet reprend sa chambre à l'hôtel et décide que Chantal doit lui rembourser une partie de son argent, soit plusieurs milliers d'euros.
Le 18 novembre 2007, Millet passe la nuit chez Chantal et insiste pour qu'ils soient seuls. Chantal ne lui obéit pas et invite Christian. Millet se couche, se relève, descend se plaindre du bruit, se recouche plusieurs fois de suite.
Le 19 novembre 2007, à 3 h du matin, Millet, se relève et redescend. Christian l'invite à boire un verre avec eux. Millet, se sentant insulté, quitte la maison en disant qu'il va revenir armé. Christian ne prend pas sa menace au sérieux. Un peu plus tard, Millet frappe à la porte de la maison et demande calmement à entrer. Chantal ouvre la porte, il entre et tire une balle dans la cuisse de Chantal. Christian s'interpose et est abattu de trois balles : il meurt sur le coup. Millet s'enfuit et se cache dans le maquis. Mais le Sanglier des Maures a pris de l'âge et n'a plus ses jambes de 20 ans pour pouvoir échapper aux gendarmes. À environ 16 h 45, dans la montée de Noailles, Millet aperçoit les policiers et se suicide en se tirant une balle dans la tête,.

## Liste des victimes connues
| Date             | Identité            | Âge             | Lieu   |
| ---------------- | ------------------- | --------------- | ------ |
| 28 mars 1954     | Paulette Dogliotti  | 15              | Hyères |
| 3 avril 1954     | Élisa Maggiorana    | 27              | Hyères |
| 13 juin 1979     | Fernande Valentin   | 46              | Hyères |
| 18 février 2002  | Gisèle              | 55              | Nice   |
| 19 novembre 2007 | Chantal             | la cinquantaine | Hyères |
| 19 novembre 2007 | Christian Fernandez | 41              | Hyères |